# Здание канцелярии генерал-губернатора (Иркутск)
Здание канцелярии генерал-губернатора (ныне Международно-правовое отделение Юридического института ИГУ) — историческая постройка конца XVIII века в Правобережном округе Иркутска на бульваре Гагарина.

## История
На основании планов Иркутска, относящихся к XVIII веку, здание было построено не позднее 1790 года. Строилось оно по распоряжению иркутского купца Ксенофонта Михайловича Сибирякова. Проект здания составил архитектор Александр Яковлевич Алексеев. Ориентировочно в середине XIX века в нём разместилось Главное Управление Восточной Сибири (ГУВС). Во время пожара 1879 года здание не пострадало. После упразднения ГУВС в нём разместилась канцелярия иркутского генерал-губернатора. 
В 1917 году генерал-губернаторство упраздняется. 6 (19) марта в здании размещается Исполком Комитета общественных организаций (КООрга), который просуществовал вплоть до декабря. Далее, с образованием Иркутского государственного университета (ИГУ) в октябре 1918 года, здание, по одним сведениям, уже в том году было целиком предоставлено под учебные нужды. В других источниках сообщается, что сначала ИГУ получил лишь одну из комнат, где разместилась университетская библиотека. Позже вся бывшая канцелярия перешла в распоряжение университета, здесь располагался историко-филологический факультет. 1 декабря 1919 года здание было отведено для Министерства народного просвещения Российского правительства, которое прекратило существование в результате восстания Политцентра. Затем некоторое время университетские занятия в доме не проводились.

## Современное состояние
В 1980–1990-е годы половина помещений сдавалась под офисы частным фирмам, другая — находилась в распоряжении административно-хозяйственной части Иркутского государственного университета. В 1999 году в здании разместилось международно-правовое отделение Юридического института ИГУ. Оно было образовано годом ранее путём преобразования юридического факультета ИГУ в Юридический институт ИГУ, в структуре которого появилось новое подразделение — международно-правовое отделение.